# Star Wars episodi V: L'Imperi contraataca
Star Wars episodi V: L'Imperi contraataca (títol original en anglès Star Wars Episode V: The Empire Strikes Back) és una pel·lícula de ciència-ficció que s'estrenà el 21 de maig de 1980 i doblada en català el 1990, que fou dirigida per Irvin Kershner, basat en el guió de George Lucas (qui també estava com a productor executiu) i escrita per Leigh Brackett i Lawrence Kasdan. És una de les nou pel·lícules de la saga de Star Wars, la segona que es rodà i la cinquena segons la cronologia interna.
Els esdeveniments de la pel·lícula transcorren tres anys més tard que els de la pel·lícula original. L'Imperi Galàctic, sota el comandament del malvat Darth Vader, va a la recerca de Luke Skywalker i la resta de l'Aliança Rebel. Mentre Vader està perseguint la petita banda d'en Luke (Han Solo, Leia Organa i altres), en Luke estudia la Força sota les ordres del mestre jedi Yoda. Quan Vader captura els amics de Luke, però, aquest es veu obligat a aturar el seu aprenentatge per anar a salvar-los.
Després d'una complicada producció, L'Imperi contraataca va ser estrenada el 21 de maig de 1980. Al principi va rebre crítiques mixtes, tot i que des de la seva estrena anà guanyant punts fins a esdevenir la més aclamada de la saga per la crítica i una de les pel·lícules més altament qualificades de tots els temps. La pel·lícula ha recaptat més de 538 milions de dòlars a tot el món entre la seva estrena original i les múltiples reedicions. Si es té en compte l'ajustament degut a la inflació, es tracta de la 12a pel·lícula més taquillera dels Estats Units i Canadà de tots els temps fins a l'any 2012.
El 2010, la pel·lícula va ser seleccionada per la seva preservació per la National Film Registry a la Biblioteca del Congrés dels Estats Units, ja que es considerà significativa culturalment, històricament i estètica.

## Argument
| «                   | Fa molt de temps en una galàxia molt, molt llunyana […] són temps adversos per la Rebel·lió. Tot i que l'Estrella de la mort havia estat destruïda, les tropes imperials han aconseguit expulsar els rebels de les seves bases secretes i ara els persegueixen per tota la galàxia. Perseguits per la temible flota imperial, un grup de guerrers de la llibertat guiats per Luke Skywalker aconsegueix establir una nova base secreta al remot món gelat de Hoth. Mentrestant, el senyor del mal, lord Darth Vader, obsessionat amb la idea de trobar el jove Skywalker, envia milions de sondes remotes per als punts més allunyats de l'espai... | » |
| — Text introductori | |   |

L'Aliança Rebel ha establert una nova base secreta al remot planeta gelat de Hoth. Darth Vader, obsessionat per trobar Luke Skywalker, ha enviat milers de sondes espacials per tota la galàxia. Una d'elles arriba fins Hoth, els rebels la destrueixen i alerten l'Imperi. Vader comença a desplegar l'atac contra les tropes rebels, però l'almirall Ozzel treu les naus de l'hiperespai massa a prop del planeta i alerta les tropes rebels de la seva presència.
Un cop a Hoth i amb les tropes rebels alertades, es produeix la batalla. L'Imperi ha sospesat un atac aeri però finalment es decanta per un atac terrestre amb els caminants imperials AT-AT, encara que la rebel·lió es defensa amb les seves guarnicions de snowspeeders i les seves armes no aconsegueixen derrotar l'Imperi. La defensa finalment fracassa tot i que gràcies al canó d'ions algunes naus imperials han estat destruïdes, cosa que facilita la fugida dels rebels. En aquest moment la flota rebel fixa el seu curs cap Dantooine, menys Luke Skywalker, que viatja a Dagobah, i el Falcó Mil·lenari, el qual té el propulsor d'hipervelocitat danyat per l'atac imperial, cap a un camp d'asteroides per evadir l'Imperi.
Un cop passat el perill, el Falcó Mil·lenari es dirigeix cap a Bespin per reunir-se amb Lando Calrissian a la ciutat dels núvols; Lando és un vell amic de Solo que els pot ajudar a reparar els propulsors de la nau. Són rebuts amb tota mena de luxes però ràpidament veuen que és un engany i que s'ha fet un tracte amb l'Imperi per tal que aquests es mantinguin allunyats a canvi de lliurar Leia, Han i Chewbacca a Vader, qui espera que vingui Luke al seu rescat. Solo és petrificat i enviat a Jabba el Hutt com un obsequi i Lando es penedeix del que ha fet i canvia de bàndol per ajudar Leia, Chewbacca i C-3PO.
Mentrestant, Luke, acompanyat per R2-D2, arriba a Dagobah mitjançant un aterratge d'emergència. Estableix un campament, però és sorprès per una petita i molesta criatura verda que promet guiar-lo fins a la casa de Yoda. Luke el segueix i descobreix que, per la seva sorpresa, ell és en Yoda. Al començament, és reticent a entrenar Luke, però Obi-Wan intercedeix en forma d'esperit, apel·lant el fet que ell també era un jove amb el cap distret quan va ser entrenat. Al final, Yoda cedeix i comença a instruir Luke en el coneixement de la Força; li dona a Luke grans lliçons de saviesa, com ara que la mida no importa (Yoda mesura 0,66 metres), l'origen de la Força i la diferència entre el costat lluminós i el fosc. Durant l'entrenament, li ensenya al seu jove aprenent com es pot levitar mitjançant la Força. Durant una meditació, Luke aconsegueix veure el futur: Leia i Han estan patint en una ciutat als núvols. Havent vist això, Luke decideix anar a rescatar-los, ignorant les advertències de Yoda i d'Obi-Wan.
Luke arriba a la ciutat dels núvols i s'enfronta a Vader en un duel d'espases làsers que finalitza amb la victòria del lord sith després de tallar la mà dreta de Luke. Vader li revela que no va matar el seu pare, sinó que en realitat ell ''és'' el seu pare, i li ofereix unir-se-li per derrotar l'emperador i governar la galàxia. El jove Skywalker s'hi nega i salta al buit, però aconsegueix agafar-se a una antena en els baixos de la ciutat dels núvols i es comunica amb Leia mitjançant la Força. El Falcó Mil·lenari acut al seu rescat i, en sortir de l'atmosfera de Bespin, R2-D2 reactiva la hipervelocitat de la nau i aconsegueixen escapar de les tropes imperials. Poc després, a Luke li posen una mà robòtica a la nau mèdica de l'Aliança Rebel i Lando promet a la princesa Leia que trobaran Han Solo. Lando i Chewbacca van a la recerca de Han a bord del Falcó Mil·lenari.

## Repartiment
- Mark Hamill com a Luke Skywalker: comandant de l'Aliança Rebel, líder de l'esquadró Rogue i aprenent de jedi. Després de parlar amb el seu vell mentor Obi-Wan Kenobi (qui es manifesta en forma d'esperit), Luke, juntament amb l'androide R2-D2, viatja a Dagobah a la recerca del mestre Yoda.
- Harrison Ford com a Han Solo: contrabandista mercenari en un principi aliat de l'Aliança Rebel per motius econòmics, però que progressivament va creient en la causa.
- Carrie Fisher com a princesa Leia Organa: oficial d'alt rang en la cadena de comandament de la rebel·lió.
- Billy Dee Williams com Lando Calrissian: baró administrador de la ciutat dels núvols de Bespin. Vell amic de Han Solo i excapità del Falcó Mil·lenari.
- Anthony Daniels com a C-3PO: androide de protocol de la princesa Leia Organa amb capacitat per parlar en més de sis milions de formes de comunicació.
- Kenny Baker com a R2-D2: androide astromecànic de Luke Skywalker.
- David Prowse com a Darth Vader: lord sith, principal antagonista de la pel·lícula i soldat lleial de l'emperador Palpatine. Està obsessionat a trobar a Luke Skywalker, el jove rebel que va destruir l'Estrella de la mort. La seva recerca el porta a Hoth, on ordena l'atac del planeta de gel. També es revela en la pel·lícula que en realitat és Anakin Skywalker, el pare de Luke. James Earl Jones és l'encarregat de posar la veu del personatge.
- Peter Mayhew com a Chewbacca: és un wookiee amic proper de Han Solo i copilot del Falcó Mil·lenari.
- Frank Oz com a Yoda: gran mestre jedi exiliat que viu a Dagobah.
- Alec Guinness com a Obi-Wan Kenobi: assassinat per Vader a Una nova esperança, apareix en aquesta nova entrega en forma d'esperit a través de la força per ajudar Luke amb la seva formació com a jedi.
- Jeremy Bulloch com a Boba Fett: caça-recompenses contractat per Darth Vader per trobar i capturar els tripulants del Falcó Mil·lenari. Jason Wingreen és l'encarregat de posar veu a aquest personatge tant en la pel·lícula original com en la remasterització de 1997. Bulloch també va realitzar un cameo com a soldat imperial quan agafa Leia i aquesta diu a Luke que es tracta d'un parany de Vader. Temuera Morrison, qui va interpretar Jango Fett (pare de Boba Fett) a L'atac dels clons i el comandant Cody a La venjança dels Sith, va substituir Wingreen pel que fa a la veu de Boba Fett per tal de millorar la continuïtat amb l'altra trilogia.
- Clive Revill posa la veu a l'emperador Palpatine: Palpatine és el governant de l'Imperi Galàctic. Disgustat per la pèrdua de l'Estrella de la mort, ordena com a principal prioritat l'aniquilació de l'Aliança Rebel. Tot i ser Clive Revill qui va posar la veu a Palpatine, va ser Elaine Baker qui va aparèixer com a forma física tant a la pel·lícula original com a la remasterització de 1997 amb ulls de ximpanzé sobreposats.[8][9][10] Ian McDiarmid és qui interpreta Palpatine tant a El retorn del jedi com a la trilogia preqüela, i reemplaça Revill en la versió de 2004 per a DVD, la qual va tenir lloc durant el rodatge de La venjança dels Sith.[9]

## Producció

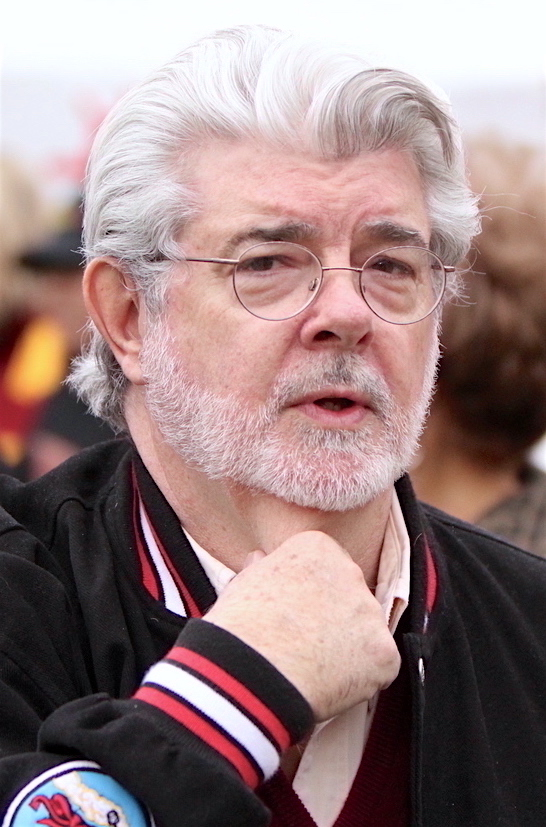
George Lucas (el 2011). Va estar molt involucrat a L'imperi contraataca, però va voler evitar l'estrès de tornar a ser director

La pel·lícula de George Lucas del 1977 Una nova esperança va superar totes les expectatives pel que fa a guanys, va revolucionar la indústria dels efectes especials i va tenir una ressonància inesperada com a fenomen cultural. Lucas esperava ser independent a la indústria de Hollywood finançant-se ell mateix la pel·lícula amb un pressupost de 33 milions de dòlars entre préstecs i els beneficis de la pel·lícula anterior, anant així en contra dels principis de molts productors de Hollywood. Aquesta vegada amb una possessió total de l'empresa Star Wars, Lucas va decidir no dirigir L'Imperi contraataca degut a les seves funcions de productor, incloent la supervisió de l'empresa d'efectes especials Industrial Light & Magic (ILM) i la gestió del finançament. Lucas va oferir el paper de director a Irvin Kershner, un dels seus antics professors de la USC School of Cinematic Arts. Kershner en un principi s'hi va negar, argumentant que la seqüela mai seria tan bona i original com el film original. Va trucar el seu agent, i li va demanar que agafés la feina immediatament. A més a més, Lucas va contractar Lawrence Kasdan i Leigh Brackett perquè escrivissin el guió basant-se en la seva idea original. Brackett va acabar el seu projecte el febrer de 1978, abans de morir de càncer, i Lucas va escriure el segon abans de contractar Kasdan, de qui li va impressionar el seu treball a A la recerca de l'arca perduda.
Després del llançament de Star Wars, ILM va créixer com a empresa i es va mudar al comtat de Marin, Califòrnia. L'Imperi contraataca va proporcionar-li nous reptes, ja que en Una nova esperança la majoria d'escenes eren de caràcter espacial, i en aquest nou film es va inventar tot un planeta de gel i una ciutat en els núvols. Per l'escena de la batalla en el planeta de gel Hoth, en una idea original es va intentar usar una pantalla blava i fer caminar els AT-AT pel davant, però finalment es va contractar un artista per pintar els decorats i es va decidir realitzar-ho amb la tècnica de stop-motion. Els dissenys originals dels AT-AT, segons Phil Tippett, eren grans vehicles blindats amb rodes. Molts creuen que el disseny final va ser inspirat en les grues dels contenidors del port d'Oakland, però Lucas ho va negar.
A l'hora de dissenyar el mestre Yoda, Sturat Freeborn va utilitzar el seu propi rostre com a model i li va afegir les arrugues d'Albert Einstein per donar-li una aparença excepcionalment intel·ligent. L'escenari del planeta Dagobah estava situat a un metre i mig del terra, cosa que permetia que el titellaire que portava Yoda (Frank Oz) es pogués moure. Hi havia el problema afegit que mentre Frank Oz estava sota l'escena no podia sentir ni Mark Hamill, amb qui parlava, ni la resta de l'equip. Hamill va expressar la seva consternació per ser l'únic personatge humà durant mesos; se sentia com un element trivial entre animals, màquines i accessoris mòbils. Kershner va elogiar Hamill per la seva actuació amb el ninot.
El rodatge va començar a Noruega, a la glacera Hardangerjøkulen, prop de la ciutat de Finse, el 5 de març de 1979. Igual que en el rodatge d'Una nova esperança, en el qual va haver-hi problemes meteorològics a l'estepa tunisiana, el temps es va posar novament en contra l'equip de filmació. Durant el rodatge es van trobar amb la pitjor tempesta dels darrers 50 anys, les temperatures van arribar fins als -29 °C i van caure fins a 5,5 metres de neu. En una ocasió, l'equip no va poder sortir ni de l'hotel i es va rodar una escena de Mark Hamill corrent per la neu davant les portes de l'hotel mentre tots els altres estaven a dins. Tot i que la majoria de documents diuen el contrari, l'escena on Luke és noqueixat pel wamp, no va ser afegida per explicar la desfiguració de la cara que va patir Hamill arran d'un accident de moto. Lucas va admetre que va ajudar en la situació però que realment va ser perquè creia que la batalla contra l'Imperi no era suficientment llarga. La producció es va moure a Elstree Studios de Londres el 13 de maig, on es van construir més de 60 aparells, més del doble que en el film anterior. Un incendi al plató 3 (durant la gravació de The Shining de Stanley Kubrick) va fer augmentar el pressupost de 18,5 milions a 22, i el juliol es va veure novament incrementat amb 3 milions més. El rodatge va acabar a mitjans de setembre.
Un dels diàlegs més memorables va ser parcialment Ad líbitum. Originalment, Lucas va escriure una escena amb la princesa Leia mostrant el seu amor a Han Solo, i ell responia «jo també t'estimo», però Ford creia que això no s'adequava gaire a la caracterització del personatge i Kershner estava conforme amb la seva opinió. Després de diverses preses, el director va dir a Ford que improvises i l'actor va dir «ho sé».
Durant la producció, el fet que Darth Vader fos el pare de Luke es volgué mantenir en gran secret. La pel·lícula incloïa una petita imatge de Vader sense la seva màscara d'esquena a la càmera. Pels espectadors de la primera pel·lícula, aquesta imatge els va deixar clar que Vader no era un androide. Igual que la resta de l'equip, a Prowse (qui va interpretar Vader i també li donava veu durant el rodatge) li van donar un guió fals on deia «Obi-Wan va matar el teu pare». Hamill no va llegir el guió verdader fins moments abans de filmar l'escena, Kershner li va dir que ignorés el diàleg de Prowse i que anés al seu propi ritme. Fins a la data de l'estrena només Lucas, Kershner, Hamill i Earl Jones havien de saber el que realment deia el guió. La reacció inicial de Jones en saber la notícia va ser «està mentint». Tot i els esforços, segons The San Francisco Examiner, a finals de 1970, durant una convenció a Berkeley, David Prowse va dir que a la següent pel·lícula es revelaria que Vader era el pare de Luke.
Per conservar les seqüències d'obertura dramàtiques per les seves pel·lícules, Lucas volia que les lletres de crèdit sortissin al final. Tot i que en l'actualitat és un fet bastant comú, llavors era una elecció inusual. Quan ho va fer en la primera pel·lícula, el 1977, no va haver-hi cap problema perquè els crèdits d'escriptor i director eren els mateixos, però en aquesta nova entrega es veia el seu nom (Lucasfilm) al començament mentre que el director i els escriptors s'anomenaven al final. Se'l va multar amb 250.000 dòlars i se'l va amenaçar de retirar-li la pel·lícula dels cinemes. La DGA també va atacar Kershner; per protegir el seu director, Lucas va pagar totes les multes als gremis. Per culpa d'aquesta controvèrsia, va abandonar el Sindicat de Directors, el de Guionistes i la Motion Picture Association.
La producció inicial era de 18 milions de dòlars, un 50% més que el pressupost de la pel·lícula original, i després de diversos increments, L'Imperi contraataca es va convertir en una de les pel·lícules més cares del seu temps. Després que el banc amenacés de retirar els diners del préstec, Lucas es va veure forçat a pactar amb la 20th Century Fox. Va fer un tracte amb l'estudi per assegurar-se el préstec a canvi de pagar-li més diners, però sense la pèrdua de la seva seqüela i els drets de comercialització. Després de l'èxit de taquilla, la infelicitat de l'estudi davant la generositat de Lucas va provocar que el president de l'estudi Alan Ladd, Jr. marxés. La marxa del seu vell aliat va fer que Lucas prengués A la recerca de l'arca perduda per Paramount Pictures.

## Estrenes
La preestrena mundial de L'Imperi contraataca va ser el 17 de maig de 1980 al Centre Kennedy de Washington DC (era una preestrena mundial per a nens). La preestrena oficial va ser Londres tres dies més tard, i es van dur a terme un seguit d'altres preestrenes de beneficència en nombroses localitats el 19 i 20 de maig. El film va ser oficialment estrenat a l'Amèrica del Nord i el Regne Unit el 21 de maig d'aquell any. En la primera onada es van alliberar 126 còpies de 70 mm, abans d'un llançament més ample el mes de juny (la majoria de còpies eren de 35 mm).
En la publicitat, la pel·lícula simplement era nomenada com L'Imperi contraataca, però les lletres d'obertura comencen amb Episodi V. La pel·lícula original de La guerra de les galàxies va passar de dir-se Star Wars a Star Wars: Una nova esperança, i a partir de l'edició de 1981, es va afegir l'Episodi IV. Igual que en Una nova esperança, L'Imperi contraataca va ser catalogada com a PG per l'Associació cinematogràfica dels Estats Units i catalogada com a U al Regne Unit. La versió original va ser llençada en disc de capacitat electrònica el 1984 en VHS i LaserDisc en diverses ocasions durant les dècades de 1980 i 1990.

### Edició especial
Com a part de la celebració dels 20 anys el 1997, L'Imperi contraataca juntament amb Una nova esperança i El retorn del jedi van ser digitalment remasteritzats i posats a la venda en el pac The Star Wars Trilogy: Special Edition. Lucas va aprofitar l'ocasió per realitzar un seguit de canvis menors en la triologia. Entre aquests canvis s'inclouen la visió del cos sencer del wampa que ataca Luke a Hoth, la creació d'una trajectòria de vol del Falcó Mil·lenari més complexa quan s'apropa a la ciutat dels núvols i les substitucions de certs diàlegs. Una petita seqüència del retorn de Vader al superdestructor després del duel amb Luke va ser afegida, va ser creada a partir d'angles alternats d'escenes de El retorn del jedi. La majoria dels canvis van ser petits i estètics; malgrat tot, certs fans van considerar que aquesta remasterització era un deteriorament de la pel·lícula. La pel·lícula es va tornar a presentar també a la MPAA per a la qualificació, i va ser novament qualificat com PG.

### Llançament en DVD
L'edició en DVD de L'Imperi contraataca va ser llençada el setembre de 2004, en un pac amb Una nova esperança, El retorn del jedi i un CD extra amb continguts addicionals. Les pel·lícules van ser retocades digitalment i remasteritzades, amb alguns canvis addicionals de Geoge Lucas. En el contingut addicional hi ha comentaris de: George Lucas, Irvin Kershner, Ben Burtt, Dennis Muren i Carrie Fisher, així com un extens documental anomenat Empire of Dreams: The Story of the Star Wars Trilogy (L'Imperi dels somnis: La història de la trilogia de La guerra de les galàxies). També inclou curtmetratges, anuncis de la televisió, galeries d'imatges, demos de videojocs, i un avança de La venjança dels sith.
Per al llançament en DVD, Lucas i el seu equip van fer canvis que es van implementar en la seva majoria per assegurar la continuïtat entre L'Imperi contraataca i les recentment alliberades pel·lícules de la trilogia preqüela. El més notable d'aquests canvis va ser la substitució de la imatge hologràfica de l'emperador (amb Clive Revill proporcionant la veu) per una altra interpretada per l'actor Ian McDiarmid; també es va alterar lleugerament el diàleg. En aquest llançament, Lucas també va supervisar la creació d'una impressió digital d'alta definició de L'Imperi contraataca i les dues altres pel·lícules de la trilogia original. El film va ser reeditat el desembre de 2005 com a part d'un dels tres discos "edició limitada".
La pel·lícula va ser remasteritzada novament en una edició limitada el 12 de setembre de 2006 i el 31 de desembre del mateix any on s'incloïa tant la nova versió de la pel·lícula com l'original. Va ser reeditada un cop més juntament amb tota la trilogia el 4 de novembre de 2008. Hi va haver certa controvèrsia al voltant de la versió original pel fet que els DVD anamòrfics no van comptar amb versions de les pel·lícules originals basades en comunicats de LaserDisc de 1993 (en comparació a la nova remasterització que es troba en alta definició). Atès que les transferències no anamòrfiques no poden fer un ús complet de la resolució disponible en els televisors de pantalla ampla, molts fans es van sentir decebuts amb aquesta elecció.

### Llançament en Blu-ray
El 14 d'agost de 2010, George Lucas va anunciar que les sis pel·lícules de La guerra de les galàxies sortirien en Blu-ray a la venda la tardor de 2011. El 6 de gener de 2011, es va anunciar que sortiria el setembre d'aquell any en tres edicions diferents.

## Recepció

### Recaptació
L'Imperi contraataca va ser estrenada en un nombre limitat de cinemes, i per primera vegada en tots ells es va retransmetre únicament en format d'amplada de 70 mm, motiu pel qual només els cinemes més grans i moderns van poder emetre la pel·lícula. Van passar diverses setmanes abans no s'emetés també en format de 35 mm d'amplada, tant als Estats Units com a la resta del món.
Durant els tres mesos que es va estar emetent L'Imperi contraataca, Lucas va recuperar els 33 milions de dòlars que va invertir i en va distribuir 5 més als seus empleats. La pel·lícula va recaptar 10.840.307 dòlars el primer cap de setmana. Quan va ser reestrenada el 1997 va recaptar 21.975.993 dòlars més, també el seu primer cap de setmana. Fins a l'actualitat, la pel·lícula ha obtingut uns ingressos a tot el món de 538.375.067 dòlars.

### Crítica
L'Imperi contraataca va rebre tant crítiques positives com negatives en el moment de l'estrena. Això no obstant, des de la dècada de 1990 i fins a l'actualitat, tant crítics com fans, majoritàriament, consideren L'Imperi contraataca la millor pel·lícula de la franquícia.
A alguns crítics no els va convèncer la història, però van admetre que la pel·lícula va ser un gran èxit tecnològic en el món del cinema. Per exemple, Vicent Canby, de The New York Times, va escriure un article molt negatiu. Judith Martin, de The Washington Post, es va queixar perquè l'argument era mitja història i, en la seva opinió, no ofereix ni un principi ni un final. Això no obstant, aquest era un concepte que el mateix Lucas havia previst.
D'altra banda, anys més tard, Bob Stephens, de The San Francisco Examiner, descrigué el 1997 L'Imperi contraataca com l'"episodi més gran de la trilogia de Star Wars". Avui dia és considerada com la més moralment i emocional ambigua de la trilogia, així com la més fosca. En una entrevista de l'edició especial de 1997, el crític Roger Ebert va dir que era la més forta i suggerent de totes tres. L'agregador Rotten Tomatoes li atorga una puntuació del 97% en un total de 71 revisions, la puntuació més alta de la saga de Star Wars. Rotten Tomatoes la resumeix de la següent manera: "fosca, sinistra, però en última instància desafia les expectatives de l'espectador i el porta a una sèrie d'intensos nivells emocionals.
Chuck Klosterman va suggerir que pel·lícules com Easy Rider i Febre del dissabte nit van pintar retrats de les vides de generacions que representaven en el temps present, L'Imperi contraataca podria ser l'únic exemple d'una pel·lícula que estableix l'estètica social d'una generació que ve del futur.

### Premis
Als premis Oscar de 1981, L'Imperi contraataca va guanyar l'Oscar al millor so, el qual va ser atorgat a: Bill Varney, Steve Maslow, Greg Landaker i Peter Sutton. A més a més, el film va guanyar un Oscar a l'Assoliment Especial que se li va atorgar a: Brian Johnson, Richard Edlund, Dennis Muren i Bruce Nicholson. El compositor John Williams va ser nominat en la categoria de millor banda sonora, i un equip format per: Norman Reynolds, Leslie Dilley, Harry Lange, Alan Tomkins, i Michael Ford al millor so. A més a més, Johan Williams va ser guardonat per la British Academy of Film and Television Arts per la banda sonora. També van rebre dues nominacions pel disseny de producció i pel so. Williams també va guanyar un Grammy i un Globus d'Or per a la millor banda sonora. L'Imperi contraataca va rebre també quatre premis Saturn, entre els quals es troben el de millor actor per a Mark Hamill, millor director per a Irvin Kershner, millors efectes especials per a Brian Johnson i Richard Edlund i millor pel·lícula de ciència-ficció. Finalment, L'Imperi contraataca va guanyar el premi Hugo a la millor presentació dramàtica. La pel·lícula va ser nominada al premi del Sindicat de Guionistes dels Estats Units al millor guió adaptat.
| Premi                     | Categoria                                                                    | Receptor(s)                        | Resultat  |
| ------------------------- | ---------------------------------------------------------------------------- | ---------------------------------- | --------- |
| Premis Oscar              |                                                                              |                                    |           |
| Millor so                 | Bill Varney Steve Maslow Gregg Landaker Peter Sutton                         | Guanyadors                         |           |
| Assoliment Especial       | Brian Johnson Richard Edlund Dennis Muren Bruce Nicholson                    | Guanyadors                         |           |
| Millor direcció artística | Norman Reynolds Leslie Dilley Harry Lange Alan Tomkins Michael Ford          | Nominats                           |           |
| Millor banda sonora       | John Williams                                                                | Nominat                            |           |
| Premi Globus d'Or         | Millor banda sonora                                                          | John Williams                      | Guanyador |
| Premis BAFTA              | Millor música                                                                | John Williams                      | Guanyador |
| Premis BAFTA              | Disseny de producció                                                         | Norman Reynolds                    | Nominat   |
| Premis BAFTA              | Millor so                                                                    | Peter Sutton Ben Burtt Bill Varney | Nominats  |
| Premi Grammy              | Millor àlbum de banda sonora original per pel·lícula o especial de televisió | John Williams                      | Guanyador |
| Premi Grammy              | Millor composició instrumental                                               | John Williams                      | Guanyador |

### Llegat
El 2003 Darth Vader va ser reconegut com el tercer vilà més gran de tots els temps per l'American Film Institute a l'AFI's 100 Years...100 Heroes and Villains (100 anys d'AFI... 100 herois i dolents) i la revista Wizard va seleccionar el final de L'Imperi contraataca com el drama més gran de suspens de tots els temps.
La citació més coneguda de la pel·lícula ("No, jo sóc el teu pare") sovint és mal citada com ("Luke, jo sóc el teu pare"). La frase va ser seleccionada entre unes 400 nominades per estar a l'AFI's 100 anys... 100 frases. La frase de Yoda "no ho intentis, fes-ho o no ho facis, però no ho intentis", també va estar nominada per aquesta llista.
La pel·lícula va ser seleccionada el 2010 per ser preservada per la Biblioteca del Congrés com a part del seu National Film Registry.
 Llistes de l'American Film Institute
- Top 100 de l'American Film Institute – Nominada
- AFI's 100 Years...100 Thrills (100 anys d'AFI... 100 emocions) – Nominada
- AFI's 100 Years...100 Heroes and Villains (100 anys d'AFI... 100 herois i dolents):
  - Darth Vader – núm. 3 dolent
- AFI's 100 Years...100 Movie Quotes (100 d'AFI... 100 cites de pel·lícules):
  - "No, jo sóc el teu pare." – Nominada
  - "No ho intentis, fes-ho o no ho facis, però no ho intentis." – Nominada
- Top 100 de l'American Film Institute (Edició del 10è aniversari) – Nominada

## Banda sonora
La banda sonora de L'Imperi contraataca va ser composta per John Williams i interpretada per l'Orquestra Simfònica de Londres per un preu de 250.000 dòlars. El 1980, la companyia RSO Records va editar-la als Estats Units, ja que tenien tant l'àlbum doble LP i el cartutx de 8 pistes. La portada davantera compta amb la màscara de Darth Vader en un context d'espai exterior.
El 1985 el primer disc compacte va ser posat a mans de la companyia Polydor Records, que havia absorbit tan RSO Records com el seu catàleg musical. El 1993 la 20th Century Fox Film Scores va llançar una sèrie especial en un conjunt de quatre discos compactes anomenat Star Wars Trilogy: The Original Soundtrack Anthology. Aquesta antologia inclou les bandes sonores de la trilogia original de Star Wars en discs separats, encara que hi ha una superposició significativa entre els tres (com el tema musical de Star Wars).
El 1997 la companyia RCA Victor va treure un conjunt definitiu de dos discs que van sortir a la venda juntament amb l'edició especial de la trilogia. Va ser una edició limitada que contenia un llibre negre de 32 pàgines i anava dins d'un protector antilliscament. Totes les pistes foren remasteritzades digitalment, suposadament per obtenir una claredat superior de so. Més endavant, aquell mateix any van tornar a treure el conjunt en una edició il·limitada però sense el llibre negre.
El 2004 Sony Classical Records va comprar els drets de venda de la trilogia original, ja que ja tenien els drets de la trilogia preqüela. Per aquest motiu, el 2004 Sony Classical va començar a facturar còpies dels discs compactes que RCA Victor havia estat fent des de 1997, entre les quals les de L'Imperi contraataca. Aquest conjunt es va fer amb una nova portada similar a la de la primera publicació de la pel·lícula en DVD. Tot i la remasterització digital de Sony Classical, la versió en CD fabricat i venut des de 2004 és essencialment la mateixa que la versió per RCA Victor.

## Adaptacions

### Novel·la
La novel·la de la pel·lícula va sortir a la venda el 12 d'abril de 1980, publicada per la companyia Del Rey. Va ser escrita per Donald F. Glut, i és l'adaptació del guió escrit per Lawrence Kasdan, Leigh Brackett i George Lucas. Originalment el seu nom era Star Wars: The Empire Strikes Back, però en edicions posteriors es va canviar el nom per Star Wars Episode V: The Empire Strikes Back, afegint-hi el nombre del capítol. Igual que les altres novel·lizacions de la trilogia, s'afegeix informació de fons per explicar els esdeveniments de la història més enllà del que es mostra en pantalla.

### Còmic
Marvel Comics va editar una adaptació en còmic de L'Imperi contraataca escrita per Archie Goodwin i il·lustrada per Al Williamson i Carlos Garzon. Va sortir a la venda juntament amb l'estrena de la pel·lícula el 1980 i va ser publicada simultàniament en tres formats: com a revista, com a diferents volums d'una col·lecció i com a edició de butxaca. En l'edició de butxaca, que va ser la primera que es va fer, només es van tenir els primers dissenys conceptuals de la pel·lícula com a referència; per aquest motiu, a Yoda se'l representa singularment diferent: és prim, té els cabells llargs i blancs i la pell és morada en comptes de verda. Pel que fa als formats en revista i volums, els autors van tenir temps suficient per mirar l'artwork de Yoda i és per això que aquest personatge apareix de forma similar que a les pel·lícules.

### Videojoc
S'han publicat diversos videojocs de la pel·lícula en múltiples plataformes, molts dels quals estan basats en moments claus del film. El 1982, Parker Brothers va treure a la venda Star Wars: The Empire Strikes Back per a Atari 2600, que tracta de l'atac de l'Imperi amb els AT-ATs a Hoth. El 1985 el va seguir el joc recreatiu Star Wars: The Empire Strikes Back, el qual compta amb seqüències conegudes de batalles (La batalla a Hoth i l'enfrontament del Falcó Mil·lenari contra la flota imperial) i personatges interpretats des d'una perspectiva en primera persona. La conversió va ser llançada per a ZX Spectrum, Amstrad CPC, Commodore 64, BBC Micro, Atari ST i Commodore Amiga el 1988.
El 1992, JVC juntament amb LucasArts van treure un joc novament titulat Star Wars: The Empire Strikes Back per a Nintendo Entertainment System (NES). El jugador assumeix el paper de Luke Skywalker, i es relata la seva història dins la pel·lícula. El 1992, Ubisoft va treure una nova versió per a Game Boy; igual que la seva anterior encarnació, segueix la història de Luke Skywalker. El 1993 va ser llençat Super Star Wars: The Empire Strikes Back per a Super Nintendo Entertainment System (SNES) i desenvolupat per JVC juntament amb LucasArts. Aquest joc de la SNES és similar al de la NES però en un cartutx de 12 megabits.

### Ràdio
L'adaptació per a ràdio de L'Imperi contraataca va ser escrita per Brian Daley i produïda i distribuïda per la National Public Radio dels Estats Units el 1983. Està basada en els personatges i les situacions creades per George Lucas amb el guió adaptat de Leigh Brackett i Lawrence Kasdan. Va ser dirigida per John Madden, amb el treball de barreja de so i postproducció realitzat per Tom Voegeli. Gran part de banda sonora de John Williams es va incloure, a més del disseny de so de Ben Burtt.
Mark Hamill, Billy Dee Williams i Anthony Daniels van prestar les seves veus per tornar a fer de Luke Skywalker, Lando Calrissian i C-3PO, respectivament. L'actor John Lithgow va posar veu a Yoda. Aquesta versió per a ràdio té una durada de 5 hores i es va repartir en diversos capítols. Es va començar a emetre el 14 de febrer de 1983 i prop de 750.000 persones la van escoltar en directe. En termes de la història canònica de Star Wars, a aquesta radionovel·la se li ha donat la designació més alta, G-canon.